# Please Don't Leave Me
"Please Don't Leave Me" é o terceiro single da cantora americana de pop rock Pink de seu álbum Funhouse. Foi lançada em 31 de janeiro de 2009 na Austrália. A música foi escrita por Pink e produzida por Max Martin.

## Videoclipe
O clipe mostra Pink sendo abandonada pelo namorado mas um acidente faz com ela se vingue dele por te-lá abandonado. No vídeo vemos algumas cenas que remetem aos filmes Louca Obsessão e O Iluminado de Stephen King.

## Desempenho nas paradas musicais
| Parada musical (2009)         | Melhor posição |
| ----------------------------- | -------------- |
| Polónia - Parada de singles   | 1              |
| Ucrânia - Airplay             | 1              |
| Brasil - Pop 100              | 1              |
| União Europeia - Hot 100      | 2              |
| Áustria- Top 75               | 5 3x           |
| Estados Unidos - Pop 100      | 6              |
| Estados Unidos - Airplay      | 7              |
| Canadá - Hot 100              | 82x            |
| Alemanha - Top 100            | 8              |
| Suíça - Top 100               | 9              |
| Irlanda - Top 50              | 10             |
| Austrália - ARIA CHARTS       | 11             |
| Inglaterra - Top 75           | 12             |
| Suécia - Parada de Singles    | 16             |
| Estados Unidos - Hot 100      | 17             |
| Brasil - Hot 100              | 21             |
| Bulgária - Parada de singles  | 22             |
| Dinamarca - Parada de singles | 34             |

| Top (2009) | Melhor posição |
| ---------- | -------------- |
| Mundo      | 9              |